# Smriti
Smriti ("vad som förtjänar hågkommas") är en kategori av heliga skrifter inom hinduismen, och utgörs av de skrifter som inte anses som shruti. En synonym för smriti som används av vissa är dharmashastra.
Det saknas en auktoriserad uppställning av vad som utgör smriti. Enligt en indelning består smriti av följande: 
- Dharmashastra ("lagarna")
- Itihasa ("berättelserna"; hit hör Mahabharata och Ramayana)
- Purana ("fablerna")
- Sutra ("ordspråk, aforismer")
- Agamas ("filosofierna"; inklusive mantras och tantras)
- Dyasanas ("filosofierna"; inklusive vedanta)

Det anses i allmänhet finnas 18 huvudsmritis.

## Smriti
Smriti är en helig lagbok som behandlar det förhållningssätt man ska ha till Sanatana-Varnasrama-Dharma. Boken förklarar de olika riter som kallas Vidhis i Vedan. Smriti är grundad på Sruti och är baserad på läran i Vedan och förklarar mer ingående om Dharma. Den utgör grunden till lagarna och plikterna för det hinduiska folket både nationellt, socialt, i familjen och individuellt. Smritis innehåller exempelvis detaljerade förhållningsregler för hur det dagliga livet skall levas för varje klass i varje åldersgrupp i samhället, samt hur hela livet skall levas utifrån dessa texter enligt den hinduiska läran. De olika delarna, eller åldrarna, som beskrivs är uppdelade i fyra olika tidsperioder och kallas Varnasramas. Varnasramas beskriver olika handlingar som är viktiga och andra som är förbjudna beroende på var man befinner sig i livet och vilken klass i samhället man har. Smritis är till för att rena hjärtat så att man ska kunna uppnå perfektion och därigenom ett evigt liv i frihet. Dessa skrifter ändras genom tiden av ”lag-givare” som, allt eftersom omgivningen och världen förändras, ändrar i skrifterna så att de skall kunna appliceras på ett modernt samhälle. De mest kända lag-givarna är Manu, Yajnavalkya och Parasara, som också fått ge namn åt vissa av texterna (Yajnavalkya Smriti, Parsara Smriti och Manu Smriti eller Manava Dharma-Sastra). Den äldsta och den som anses vara den största är Manu. Det finns femton andra huvud-Smritis (Dharma Sastras), Vishnu, Daksha, Samvarta, Vyasa, Harita, Satatapa, Vasishtha, Yama, Apastamba, Gautama, Devala, Sankha-Likhita, Usana, Atri och Saunaka. Dessa efterlevs och följs till viss del än idag av den Indiska regeringen.